# Tephrosia flexuosa
Tephrosia flexuosa är en ärtväxtart som beskrevs av George Don jr. Tephrosia flexuosa ingår i släktet Tephrosia och familjen ärtväxter. Inga underarter finns listade i Catalogue of Life.